# Ploča (gmina Aleksandrovac)
Ploča (cyr. Плоча) – wieś w Serbii, w okręgu rasińskim, w gminie Aleksandrovac. W 2011 roku liczyła 333 mieszkańców.